# Südafrikanische Badmintonmeisterschaft 2014
Die Südafrikanische Badmintonmeisterschaft 2014 fand Anfang Oktober 2014 in Kapstadt statt. Es war die 64. Austragung der nationalen Titelkämpfe im Badminton in Südafrika.

## Titelträger
| Disziplin    | Sieger                        |
| ------------ | ----------------------------- |
| Herreneinzel | Prakash Vijayanth             |
| Dameneinzel  | Elme de Villiers              |
| Herrendoppel | Andries Malan Willem Viljoen  |
| Damendoppel  | Stacey Doubell Jade Morgan    |
| Mixed        | Willem Viljoen Annari Viljoen |